# Toru Shibata
Toru Shibata (japanisch 柴田 徹 Shibata Toru; * 18. Februar 2001 in Sukagawa, Präfektur Fukushima) ist ein japanischer Fußballspieler.

## Karriere
Toru Shibata erlernte das Fußballspielen in der Jugendmannschaft von Shonan Bellmare sowie in der Universitätsmannschaft der Waseda-Universität. Seinen ersten Vertrag unterschrieb er am 1. Februar 2023 bei seinem Jugendverein Shonen Bellmare. Der Verein aus Hiratsuka, einer Stadt in der Präfektur Kanagawa, spielte in der ersten japanischen Liga. Sein erstes Pflichtspiel für Shonan absolvierte er am 7. Juni 2023 im Pokalspiel gegen BTOP Hokkaido. Im Juni 2023 wechselte er auf Leihbasis zum Drittligisten Fukushima United FC. Sein Drittligadebüt für den Klub aus Fukushima gab Toru Shibata am 1. Juli 2023 (16. Spieltag) im Heimspiel gegen den Nara Club. Bei der 0:5-Heimniederlage wurde er nach der Halbzeitpause für Shōta Kobayashi eingewechselt.